# The Impressions/Diskografie
Diese Diskografie ist eine Übersicht über die musikalischen Werke der US-amerikanischen R&B-Band The Impressions.

## Alben

### Studioalben
| Jahr | Titel Musiklabel Katalog-Nr.                   | Höchstplatzierung, Gesamtwochen, AuszeichnungChartplatzierungen (Jahr, Titel, Musiklabel Katalog-Nr., Platzierungen, Wochen, Auszeichnungen, Anmerkungen) | Höchstplatzierung, Gesamtwochen, AuszeichnungChartplatzierungen (Jahr, Titel, Musiklabel Katalog-Nr., Platzierungen, Wochen, Auszeichnungen, Anmerkungen) | Anmerkungen                                                                                             |
| Jahr | Titel Musiklabel Katalog-Nr.                   | US | R&B | Anmerkungen                                                                                             |
| ---- | ---------------------------------------------- | --- | --- | --- |
| 1963 | The Impressions ABC-Paramount 450              | US43 (33 Wo.)US | — | Erstveröffentlichung: August 1963                                                                       |
| 1964 | The Never Ending Impressions ABC-Paramount 468 | US52 (22 Wo.)US | — | Erstveröffentlichung: März 1964                                                                         |
| 1964 | Keep On Pushing ABC-Paramount 493              | US8 (34 Wo.)US | R&B4 (2 Wo.)R&B | Erstveröffentlichung: Juli 1964                                                                         |
| 1965 | People Get Ready ABC-Paramount 505             | US23 (19 Wo.)US | R&B1 (13 Wo.)R&B | Erstveröffentlichung: Februar 1965 Produzent: Johnny Pate                                               |
| 1965 | One by One ABC-Paramount 523                   | US104 (9 Wo.)US | R&B4 (11 Wo.)R&B | Erstveröffentlichung: August 1965 Produzent: Johnny Pate                                                |
| 1966 | Ridin’ High ABC-Paramount 545                  | US79 (10 Wo.)US | R&B4 (15 Wo.)R&B | Erstveröffentlichung: Februar 1966 Produzent: Johnny Pate                                               |
| 1967 | The Fabulous Impressions ABC 606               | US184 (11 Wo.)US | R&B16 (13 Wo.)R&B | Erstveröffentlichung: Juli 1967 Produzent: Johnny Pate                                                  |
| 1968 | We’re a Winner ABC 635                         | US35 (27 Wo.)US | R&B4 (20 Wo.)R&B | Erstveröffentlichung: Februar 1968 Produzent: Johnny Pate                                               |
| 1968 | This Is My Country Curtom 8001                 | US107 (13 Wo.)US | R&B5 (26 Wo.)R&B | Erstveröffentlichung: November 1968 Produzent: Curtis Mayfield                                          |
| 1969 | The Young Mods’ Forgotten Story Curtom 8003    | US104 (18 Wo.)US | R&B21 (25 Wo.)R&B | Erstveröffentlichung: Mai 1969 Produzent: Curtis Mayfield                                               |
| 1970 | Check Out Your Mind! Curtom 8006               | — | R&B22 (4 Wo.)R&B | Erstveröffentlichung: September 1970 Produzent: Curtis Mayfield                                         |
| 1972 | Times Have Changed Curtom 8012                 | US192 (2 Wo.)US | — | Erstveröffentlichung: April 1972 Produzent: Curtis Mayfield                                             |
| 1973 | Preacher Man Curtom 8016                       | — | R&B31 (9 Wo.)R&B | Erstveröffentlichung: März 1973 Produzenten: Curtis Mayfield, Richard Tufo                              |
| 1974 | Finally Got Myself Together Curtom 8019        | US176 (3 Wo.)US | R&B16 (28 Wo.)R&B | Erstveröffentlichung: Mai 1974 Produzenten: Ed Townsend, Lowrell Simon, Rich Tufo                       |
| 1974 | Three the Hard Way Curtom 8602                 | — | R&B26 (15 Wo.)R&B | Erstveröffentlichung: Juli 1974 Soundtrack zum gleichnamigen Film Produzenten: Lowrell Simon, Rich Tufo |
| 1975 | First Impressions Curtom 5003                  | US115 (5 Wo.)US | R&B13 (16 Wo.)R&B | Erstveröffentlichung: Juli 1975 Produzenten: Ed Townsend, Joseph Scott, Rich Tufo                       |
| 1976 | Loving Power Curtom 5009                       | US195 (3 Wo.)US | R&B24 (6 Wo.)R&B | Erstveröffentlichung: März 1976 Produzenten: Chuck Jackson, Ed Townsend, Marvin Yancy                   |

grau schraffiert: keine Chartdaten aus diesem Jahr verfügbar
Weitere Studioalben
- 1963: For Your Precious Love … (mit Jerry Butler)
- 1965: The Impressions with Jerry Butler and Betty Everett (mit Jerry Butler und Betty Everett; Design Records DLP-201)
- 1969: The Versatile Impressions (ABC 668)
- 1976: It’s About Time (Cotillion SD 9912)
- 1979: Come to My Party (Chi Sound Records / 20th Century Fox Records T-596)
- 1981: Fan the Fire (Chi Sound Records / 20th Century Fox Records T-624)

### Kompilationen
| Jahr | Titel Musiklabel Katalog-Nr.                                            | Höchstplatzierung, Gesamtwochen, AuszeichnungChartplatzierungen (Jahr, Titel, Musiklabel Katalog-Nr., Platzierungen, Wochen, Auszeichnungen, Anmerkungen) | Höchstplatzierung, Gesamtwochen, AuszeichnungChartplatzierungen (Jahr, Titel, Musiklabel Katalog-Nr., Platzierungen, Wochen, Auszeichnungen, Anmerkungen) | Anmerkungen                                                                          |
| Jahr | Titel Musiklabel Katalog-Nr.                                            | US | R&B | Anmerkungen                                                                          |
| ---- | ----------------------------------------------------------------------- | --- | --- | ------------------------------------------------------------------------------------ |
| 1965 | The Impressions Greatest Hits / Big Sixteen (UK) ABC-Paramount 515      | US83 (15 Wo.)US | R&B2 (12 Wo.)R&B | Erstveröffentlichung: März 1965                                                      |
| 1968 | The Best of the Impressions ABC 654                                     | US172 (15 Wo.)US | R&B23 (15 Wo.)R&B | Erstveröffentlichung: September 1968                                                 |
| 1970 | The Best Impressions … Curtis, Sam & Fred Curtom 8004                   | — | R&B23 (11 Wo.)R&B | Erstveröffentlichung: Februar 1970                                                   |
| 1971 | 16 Greatest Hits ABC 727                                                | US180 (6 Wo.)US | R&B23 (6 Wo.)R&B | Erstveröffentlichung: März 1971                                                      |
| 1973 | Curtis Mayfield: His Early Years with the Impressions ABC Records 780/2 | US180 (6 Wo.)US | — | Erstveröffentlichung: Februar 1973 The Impressions feat. Curtis Mayfield Doppelalbum |
| 1977 | The Vintage Years Sire SASH-3717-2                                      | US199 (2 Wo.)US | — | Erstveröffentlichung: Januar 1977 feat. Jerry Butler und Curtis Mayfield Doppelalbum |

Weitere Kompilationen
| - 1968: Winners - 1968: Soul Impressions - 1968: Big Sixteen Vol. 2 - 1972: The Best of Jerry Butler and the Impressions - 1973: The Best of Curtis Mayfield with the Impressions - 1974: Chart Busters! - 1976: The ABC Collection - 1978: Their Greatest Recordings - 1978: Impressions - 1982: Greatest Hits - 1983: Right on Time - 1987: For Your Precious Love - 1989: Lasting Impressions - 1989: Definitive Impressions - 1992: The Anthology 1961–1977 (2 CDs) - 1994: All the Best - 1995: It’s All Right | - 1996: Further Impressions - 1996: Changing Impressions (2 CDs) - 1997: The Very Best of the Impresions - 1997: People Get Ready: The Best of the Impressions, 1961–68 - 1998: The Greatest Hits - 1998: Check Out, a Collection: 1968–1981 - 1999: ABC Rarities - 1999: Indelible Impressions: The Curtom Anthology 1968–76 (2 CDs) - 2000: The Best of Curtis Mayfield & the Impressions - 2001: Ultimate Collection - 2003: Classic - 2006: Soul Legends - 2008: People Get Ready: 21 Greatest Hits - 2009: Complete A and B Sides 1961–1968 (2 CDs) - 2012: He Will Break Your Heart (Jerry Butler and the Impressions) - 2013: People Get Ready: The Best of Curtis Mayfield’s Impressions (2 CDs) |

## Singles
| Jahr | Titel Album                                                                 | Höchstplatzierung, Gesamtwochen, AuszeichnungChartplatzierungen (Jahr, Titel, Album, Platzierungen, Wochen, Auszeichnungen, Anmerkungen) | Höchstplatzierung, Gesamtwochen, AuszeichnungChartplatzierungen (Jahr, Titel, Album, Platzierungen, Wochen, Auszeichnungen, Anmerkungen) | Höchstplatzierung, Gesamtwochen, AuszeichnungChartplatzierungen (Jahr, Titel, Album, Platzierungen, Wochen, Auszeichnungen, Anmerkungen) | Anmerkungen |
| Jahr | Titel Album                                                                 | UK | US | R&B | Anmerkungen |
| ---- | --------------------------------------------------------------------------- | --- | --- | --- | --- |
| 1958 | For Your Precious Love For Your Precious Love …                             | — | US11 (12 Wo.)US | R&B3 (7 Wo.)R&B | Erstveröffentlichung: April 1958 Jerry Butler and the Impressions Platz 335 der Rolling Stone 500 (Liste 2011) Autoren: Arthur Brooks, Jerry Butler                                                    |
| 1958 | Come Back My Love –                                                         | — | — | R&B29 (1 Wo.)R&B | Erstveröffentlichung: August 1958 The Impressions feat. Jerry Butler Autoren: Clyde Otis, Roy Hamilton                                                                                                 |
| 1961 | Gypsy Woman The Impressions                                                 | — | US20 (15 Wo.)US | R&B2 (11 Wo.)R&B | Erstveröffentlichung: August 1961 Autor: Curtis Mayfield |
| 1962 | Grow Closer Together The Impressions                                        | — | US99 (1 Wo.)US | — | Erstveröffentlichung: Januar 1962 Autor: Curtis Mayfield |
| 1962 | Little Young Lover The Impressions                                          | — | US96 (1 Wo.)US | — | Erstveröffentlichung: Juni 1962 Autor: Curtis Mayfield |
| 1963 | I’m the One Who Loves You The Impressions                                   | — | US73 (6 Wo.)US | — | Erstveröffentlichung: Dezember 1962 Autor: Curtis Mayfield |
| 1963 | Sad, Sad Girl and Boy The Impressions                                       | — | US84 (4 Wo.)US | — | Erstveröffentlichung: April 1963 Autor: Curtis Mayfield |
| 1963 | It’s All Right Greatest Hits                                                | — | US4 (14 Wo.)US | R&B1 (21 Wo.)R&B | Erstveröffentlichung: September 1963 Autor: Curtis Mayfield |
| 1964 | Talking About My Baby Keep On Pushing                                       | — | US12 (9 Wo.)US | R&B2 (13 Wo.)R&B | Erstveröffentlichung: Dezember 1963 Autor: Curtis Mayfield |
| 1964 | I’m so Proud The Never Ending Impressions                                   | — | US14 (11 Wo.)US | R&B2 (15 Wo.)R&B | Erstveröffentlichung: März 1964 Autor: Curtis Mayfield |
| 1964 | Keep On Pushing                                                             | — | US10 (13 Wo.)US | R&B1 (16 Wo.)R&B | Erstveröffentlichung: Mai 1964 Autor: Curtis Mayfield |
| 1964 | You Must Believe Me People Get Ready                                        | — | US15 (10 Wo.)US | R&B3 (16 Wo.)R&B | Erstveröffentlichung: August 1964 Autor: Curtis Mayfield |
| 1964 | Amen (Theme from „Lillies of the Field“) Keep On Pushing                    | — | US7 (11 Wo.)US | R&B1 (12 Wo.)R&B | Erstveröffentlichung: November 1964 vom Soundtrack des Films Lilien auf dem Felde Autor: Jerry Goldsmith Original: Jester Hairston, 1964                                                               |
| 1965 | Long, Long Winter Keep On Pushing                                           | — | — | R&B35 (2 Wo.)R&B | B-Seite von Amen Autor: Curtis Mayfield |
| 1965 | People Get Ready                                                            | — | US14 (8 Wo.)US | R&B3 (10 Wo.)R&B | Erstveröffentlichung: Februar 1965 Grammy Hall of Fame / Rock and Roll Hall of Fame Platz 24 der Rolling Stone 500 (Liste 2011) Platz 239 der Songs of the Century (Liste 2001) Autor: Curtis Mayfield |
| 1965 | I’ve Been Trying Keep On Pushing                                            | — | — | R&B35 (2 Wo.)R&B | B-Seite von People Get Ready Autor: Curtis Mayfield |
| 1965 | Woman’s Got Soul People Get Ready                                           | — | US29 (7 Wo.)US | R&B9 (7 Wo.)R&B | Erstveröffentlichung: März 1965 Autor: Curtis Mayfield |
| 1965 | Meeting over Yonder Big Sixteen                                             | — | US48 (8 Wo.)US | R&B12 (9 Wo.)R&B | Erstveröffentlichung: Mai 1965 Autor: Curtis Mayfield |
| 1965 | I Need You –                                                                | — | US64 (7 Wo.)US | R&B26 (7 Wo.)R&B | Erstveröffentlichung: Juli 1965 Autor: Curtis Mayfield |
| 1965 | Never Could You Be –                                                        | — | — | R&B35 (4 Wo.)R&B | B-Seite von I Need You Autor: Curtis Mayfield |
| 1965 | Just One Kiss from You One by One                                           | — | US76 (5 Wo.)US | — | Erstveröffentlichung: September 1965 Autor: Curtis Mayfield |
| 1965 | You’ve Been Cheatin’ The Best of the Impressions                            | — | US33 (9 Wo.)US | R&B12 (11 Wo.)R&B | Erstveröffentlichung: November 1965 Autor: Curtis Mayfield |
| 1966 | Since I Lost the One I Love Big Sixteen Vol. 2                              | — | US90 (2 Wo.)US | — | Erstveröffentlichung: Januar 1966 Autor: Curtis Mayfield |
| 1966 | Too Slow Ridin’ High                                                        | — | US91 (3 Wo.)US | — | Erstveröffentlichung: März 1966 Autor: Curtis Mayfield |
| 1966 | Can’t Satisfy The Best of the Impressions                                   | — | US65 (7 Wo.)US | R&B12 (12 Wo.)R&B | Erstveröffentlichung: Juli 1966 Autor: Curtis Mayfield |
| 1967 | You Always Hurt Me The Fabulous Impressions                                 | — | US96 (2 Wo.)US | R&B20 (11 Wo.)R&B | Erstveröffentlichung: Februar 1967 Autor: Curtis Mayfield |
| 1967 | You’ve Got Me Runnin’ We’re a Winner                                        | — | — | R&B50 (2 Wo.)R&B | Erstveröffentlichung: Mai 1967 Autor: Curtis Mayfield |
| 1967 | I Can’t Stay Away from You The Fabulous Impressions                         | — | US80 (4 Wo.)US | R&B34 (6 Wo.)R&B | Erstveröffentlichung: August 1967 Autor: Curtis Mayfield |
| 1967 | We’re a Winner                                                              | — | US14 (13 Wo.)US | R&B1 (17 Wo.)R&B | Erstveröffentlichung: Dezember 1967 Autor: Curtis Mayfield |
| 1968 | We’re Rolling On The Best of the Impressions                                | — | US59 (7 Wo.)US | R&B17 (7 Wo.)R&B | Erstveröffentlichung: April 1968 Autor: Curtis Mayfield |
| 1968 | I Loved and I Lost We’re a Winner                                           | — | US61 (8 Wo.)US | R&B9 (9 Wo.)R&B | Erstveröffentlichung: Juli 1968 Autor: Curtis Mayfield |
| 1968 | Fool for You This Is My Country                                             | — | US22 (12 Wo.)US | R&B3 (12 Wo.)R&B | Erstveröffentlichung: August 1968 Autor: Curtis Mayfield |
| 1968 | Don’t Cry My Love The Versatile Impressions                                 | — | US71 (4 Wo.)US | R&B44 (3 Wo.)R&B | Erstveröffentlichung: Oktober 1968 Autor: Curtis Mayfield |
| 1968 | This Is My Country                                                          | — | US25 (10 Wo.)US | R&B8 (11 Wo.)R&B | Erstveröffentlichung: November 1968 Autor: Curtis Mayfield |
| 1969 | My Deceiving Heart The Young Mods’ Forgotten Story                          | — | — | R&B23 (6 Wo.)R&B | Erstveröffentlichung: Februar 1969 Autor: Curtis Mayfield |
| 1969 | Seven Years The Young Mods’ Forgotten Story                                 | — | US84 (4 Wo.)US | R&B15 (7 Wo.)R&B | Erstveröffentlichung: April 1969 Autor: Curtis Mayfield |
| 1969 | Choice of Colors The Young Mods’ Forgotten Story                            | — | US21 (11 Wo.)US | R&B1 (13 Wo.)R&B | Erstveröffentlichung: Juni 1969 Autor: Curtis Mayfield |
| 1969 | Say You Love Me Check Out Your Mind!                                        | — | US58 (9 Wo.)US | R&B10 (10 Wo.)R&B | Erstveröffentlichung: Oktober 1969 Autor: Curtis Mayfield |
| 1970 | Wherever She Leadeth Me The Best Impressions … Curtis, Sam & Fred           | — | — | R&B31 (4 Wo.)R&B | Erstveröffentlichung: November 1969 Autor: Curtis Mayfield |
| 1970 | Amen (1970) The Best Impressions … Curtis, Sam & Fred                       | — | — | R&B44 (2 Wo.)R&B | B-Seite von Wherever She Leadeth Me Autoren: Curtis Mayfield, Johnny Pate |
| 1970 | Check Out Your Mind Check Out Your Mind!                                    | — | US28 (12 Wo.)US | R&B3 (12 Wo.)R&B | Erstveröffentlichung: April 1970 Autor: Curtis Mayfield |
| 1970 | (Baby) Turn On to Me Check Out Your Mind!                                   | — | US56 (8 Wo.)US | R&B6 (10 Wo.)R&B | Erstveröffentlichung: August 1970 Autor: Curtis Mayfield |
| 1971 | Ain’t Got Time –                                                            | — | US53 (6 Wo.)US | R&B12 (10 Wo.)R&B | Erstveröffentlichung: Februar 1971 Autor: Curtis Mayfield |
| 1971 | Love Me Times Have Changed                                                  | — | US94 (3 Wo.)US | R&B25 (5 Wo.)R&B | Erstveröffentlichung: Juni 1971 Autor: Curtis Mayfield |
| 1972 | This Loves for Real Times Have Changed                                      | — | — | R&B41 (3 Wo.)R&B | Erstveröffentlichung: Märzl 1972 Autoren: Leroy Hutson, Michael Hawkins |
| 1973 | If It’s in You to Do Wrong Finally Got Myself Together                      | — | — | R&B26 (13 Wo.)R&B | Erstveröffentlichung: Dezember 1973 Autoren: Larry Brownlee, Lowrell Simon |
| 1974 | Finally Got Myself Together (I’m a Changed Man) Finally Got Myself Together | — | US17 (18 Wo.)US | R&B1 (17 Wo.)R&B | Erstveröffentlichung: April 1974 Autor: Ed Townsend |
| 1974 | Something’s Mighty, Mighty Wrong Three the Hard Way                         | — | — | R&B28 (11 Wo.)R&B | Erstveröffentlichung: August 1974 Autoren: Richard Tufo, Lowrell Simon |
| 1975 | Sooner or Later First Impressions                                           | — | US68 (8 Wo.)US | R&B3 (19 Wo.)R&B | Erstveröffentlichung: April 1975 Autor: Ed Townsend |
| 1975 | Same Thing It Took First Impressions                                        | — | US75 (4 Wo.)US | R&B3 (15 Wo.)R&B | Erstveröffentlichung: August 1975 Autoren: Ed Townsend, Chuck Jackson, Marvin Yancy |
| 1975 | Loving Power                                                                | — | — | R&B11 (13 Wo.)R&B | Erstveröffentlichung: November 1975 Autoren: Chuck Jackson, Marvin Yancy |
| 1975 | First Impressions                                                           | UK16 (10 Wo.)UK | — | — | Erstveröffentlichung: November 1975 Produzent/Autor: Ed Townsend |
| 1976 | Sunshine Loving Power                                                       | — | — | R&B36 (9 Wo.)R&B | Erstveröffentlichung: April 1976 feat. Ralph Johnson Autoren: Bunny Sigler, Phil Hurtt |
| 1976 | This Time It’s About Time                                                   | — | — | R&B40 (11 Wo.)R&B | Erstveröffentlichung: November 1976 Autoren: McKinley Jackson, Shirley Jones |
| 1977 | You’ll Never Find It’s About Time                                           | — | — | R&B99 (1 Wo.)R&B | Erstveröffentlichung: Februar 1977 Autoren: Mervin Steals, Melvin Steals |
| 1977 | Can’t Get Along –                                                           | — | — | R&B42 (8 Wo.)R&B | Erstveröffentlichung: Juli 1977 Autoren: Daryll Ellis, Paul Richmond |
| 1981 | For Your Precious Love (Neue Version) Fan the Fire                          | — | — | R&B58 (10 Wo.)R&B | Erstveröffentlichung: Mai 1981 Arrangement: Tom Tom 84 Produzenten: Carl Davis, Eugene Record |
| 1987 | Can’t Wait ’Til Tomorrow –                                                  | — | — | R&B91 (2 Wo.)R&B | Erstveröffentlichung: Februar 1987 Produzent: Jerry Michael |

Weitere Singles
| - 1958: The Gift of Love - 1959: Lovely One - 1959: Listen - 1960: That You Love Me - 1961: Don’t Leave Me - 1962: Can’t You See - 1962: Senorita I Love You - 1962: Minstrel and Queen - 1964: The Never Ending Impressions (EP) - 1964: Girl You Don’t Know Me - 1965: Greatest Hits - 1965: Say That You Love Me - 1966: Ridin’ High (EP) | - 1966: Love’s a Comin’ - 1969: East of Java - 1971: Inner City Blues (Make Me Wanna Holler) - 1972: Our Love Goes On and On - 1972: I Need to Belong to Someone - 1973: Preacher Man - 1973: Thin Line - 1976: I Saw Mommy Kissing Santa Claus - 1979: Sorry - 1979: Maybe I’m Mistaken - 1989: Something Said Love - 2013: Rhythm! |

## Videoalben
- 2002: Soul Celebration (mit Johnny Maestrothe Brooklyn Bridge, The Fairfield Four, The Jordanaires, Little Anthony and the Original Imperials und The Reflections)
- 2008: Movin’ On Up: The Music and Message of Curtis Mayfield and the Impressions

## Statistik

### Chartauswertung
|                     | US     | R&B      |
| ------------------- | ------ | -------- |
| Nummer-eins-Alben   | US—US  | R&B1R&B  |
| Top-10-Alben        | US3US  | R&B7R&B  |
| Alben in den Charts | US19US | R&B18R&B |

|                       | UK    | US     | R&B      |
| --------------------- | ----- | ------ | -------- |
| Nummer-eins-Singles   | UK—UK | US—US  | R&B6R&B  |
| Top-10-Singles        | UK—UK | US3US  | R&B21R&B |
| Singles in den Charts | UK1UK | US39US | R&B50R&B |